# Streaming-Codec
Als Streaming Codec bezeichnet man einen hochkomprimierenden, für Streaming Media optimierten Audio- oder Videocodec.
Die Wandlung in spezielle Streaming-Dateiformate ist in erster Linie erforderlich, um die Datenrate massiv zu verringern, so dass die typische schmalbandige Internet-Anbindung des Heimbenutzers für die Übertragung eines kontinuierlichen Datenstroms ausreicht. 
Ein unkomprimiertes Full HD Signal, welches mit 25 Bildern in der Sekunde und zwei Audiokanälen wiedergegeben wird, hat eine Datenrate von:
(1080*1920 Pixel * 3 Farbkanäle * 8 Bit Farbtiefe * 25 Bilder die Sekunde) + (48000 Samples/Sekunde * 16 Bit Abtastrate) = 1244928000 Bits/s ≈ 1,245 Gbit/s. In Deutschland liegt die durchschnittliche Internetgeschwindigkeit bei 54,12 Mbit/s. 
Somit bräuchte es circa 23 parallele Internetverbindungen um ein Full HD Video zu übertragen. Bei UHD Streaming fallen weit höhere Datenraten an. So ist eine Kompression zwingend erforderlich. Streaminganbieter wie Netflix empfehlen für eine HD Übertragung 5 Mbit/s. Für eine UHD Übertragung 25 Mbit/s.

## Wichtige Streaming-Codecs
- Apple: QuickTime, HTTP Live Streaming (HLS)
- ITU/MPEG: H.264, HEVC, DASH
- Microsoft: WMA, ASF
- Real Networks: RealAudio und RealVideo-Codecs (proprietär; teilweise Open Source, vgl. ); ab Real Audio 10 bei Bitraten oberhalb von 128 kbit/s nicht mehr ATRC3, sondern AAC bzw. aacPlus von Coding Technologies
- Xiph.org: Ogg Vorbis